# Oligia postnigra
Oligia postnigra là một loài bướm đêm trong họ Noctuidae.